# Longchengpterus
Longchengpterus es un género de pterosaurio pterodactiloide istiodactílido de edad del Barremiense al Aptiense en el Cretácico Inferior hallado en la formación Jiufotang de Chaoyang, Liaoning, en China. 
El género fue nombrado en 2006 por Wang Li, Li Li, Duan Ye y Cheng Shao-li. El nombre del género se deriva del viejo nombre de la ciudad Chaoyang, Longcheng, y el griego latinizado pteron, "ala". El nombre de la especie honra a Zhao Dayu, el presidente de la Universidad Normal Shenyang y un contribuyente de la fundación del Instituto de Paleontología Mesozoica de Liaoning Occidental.
Longchengpterus está basado en el holotipo LPM 00023, hallado en Yuanjiawa cerca de Dapingfanga, un esqueleto comprimido y un cráneo parcial en una única lámina. La parte posterior del cráneo se encuentra dañada. Éste es alargado con una longitud de 262 milímetros. La gran abertura craneal, la fenestra nasantorbitalis, es de forma triangular y ocupaba mucho del hocico. Los dientes de la mandíbula superior están concentradas en la parte frontal y muy espaciados; su número es incierto. La mandíbula inferior está bien preservada. Mide 220 milímetros de largo y su sínfisis es corta. Doce dientes están presentes en el dentario. Estos tienen una aguda punta y son lateralmente comprimidos, curvándose levemente hacia dentro.
El húmero, de 88 milímetros de largo, tiene una baja cresta deltopectoral sin foramen neumatizado. El cuarto metacarpo es más largo que la primera falange del dedo alar. La envergadura era de dos metros. La pelvis también está bastante dañada. Parte del fémur está presente, con una longitud estimada en 91 milímetros.
Longchengpterus ha sido asignado a la familia Istiodactylidae compartiendo con Istiodactylus la forma y número de los dientes así como la gran abertura craneal. Una diferencia notable es la carencia de un hocico ancho. Fue el segundo istiodactílido nombrado y el primero de China, añadiéndose a la diversidad conocida de las capas fósiles del Cretácico Inferior de China.